# Pesvice
Pesvice (en allemand : Pöswitz) est une commune du district de Chomutov, dans la région d'Ústí nad Labem, en République tchèque. Sa population s'élevait à 187 habitants en 2021.

## Géographie
Pesvice se trouve à 6 km à l'est du centre de Chomutov, à 46 km au sud-ouest d'Ústí nad Labem et à 81 km au nord-ouest de Prague.
La commune est limitée par Vrskmaň au nord, par Strupčice à l'est, par Všestudy au sud-est, par Údlice au sud-ouest et par Otvice au nord-ouest.

## Histoire
La première mention écrite du village remonte à 1290.

## Transports
Par la route, Pesvice se trouve à 7 km de Chomutov, à 59 km d'Ústí nad Labem et à 93 km de Prague.